# Fryxellsgatan, Stockholm
För andra gator med samma namn, se även Fryxellsgatan.
Fryxellsgatan är en gata på Östermalm i Stockholms innerstad, med sträckning från Rådmansgatan till Kungstensgatan. 
Gatan fick sitt namn 1909 efter historikern Anders Fryxell. Namnet ingår i kategorin gatunamn: Fosterländska och historiska namn, som användes som en av flera namnkategorier vid utbyggnaden av Stockholms innerstad, främst mellan 1885 och 1936. Gatans sträckning fastställdes i den stadsplan över Eriksbergsområdet som upprättades av Per Olof Hallman 1902 och antogs 1908.
Bostadshusen på gatans nordöstra sida ritades av Oscar Holm respektive Ernst Otterström. De uppfördes 1912–1913. Husen på gatans sydvästra sida, i Kvarteret Sälgen, ritades av arkitekten Birger Jonson och byggdes 1926–1927. Kvarteret Oxeln är även belägen vid gatan. Längden på gatan är 60 meter.
Vid Fryxellsgatans norra ände, på andra sidan Kungstensgatan, uppfördes 1930–1932 Stockholms borgarskola, som numera inrymmer Viktor Rydberg Gymnasium Jarlaplan.